# Lerma (Spanje)
Lerma is een gemeente in de Spaanse provincie Burgos in de regio Castilië en León met een oppervlakte van 166,40 km². Lerma telt 2.652 inwoners (1 januari 2016).

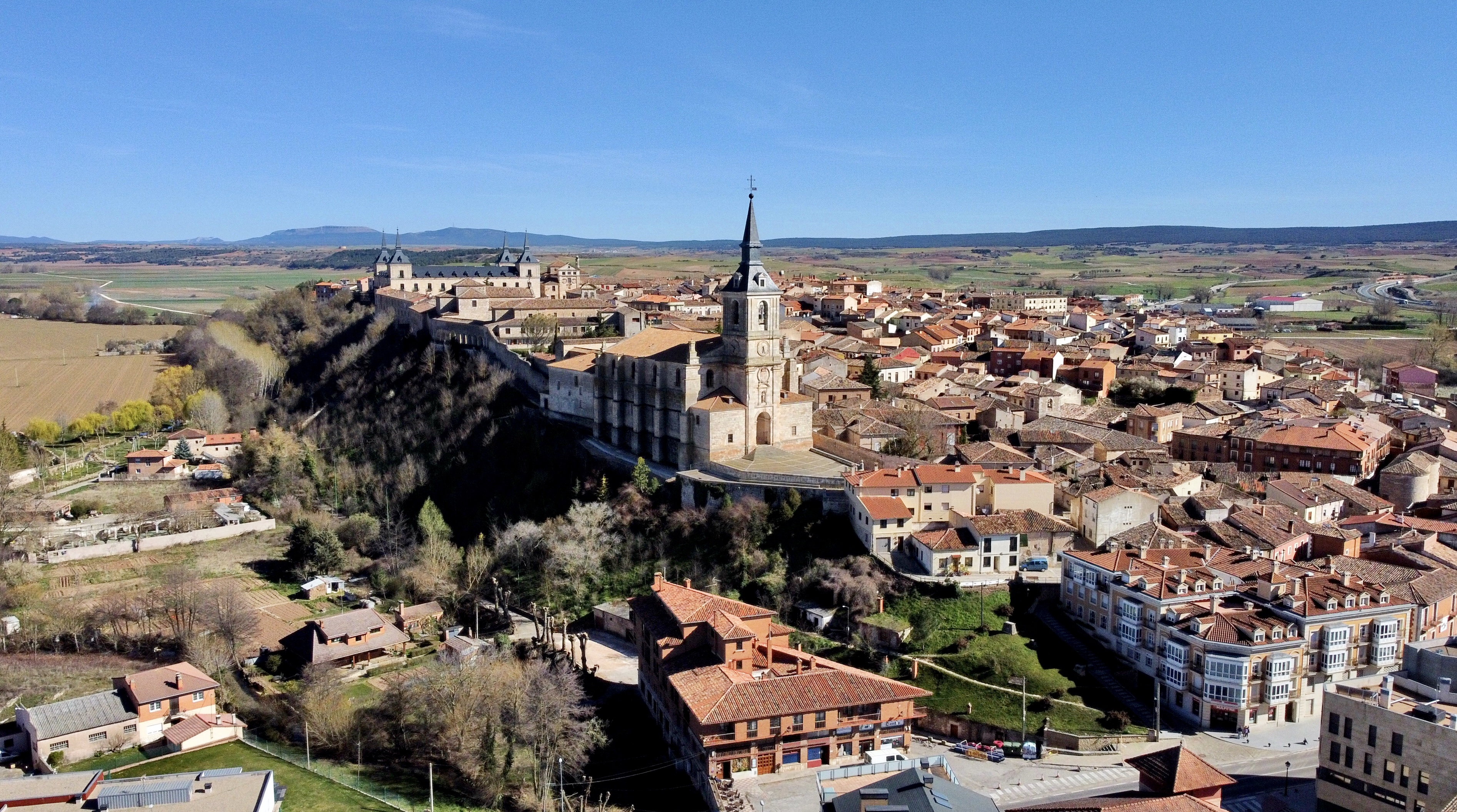
Luchtfoto van Lerma

## Demografische ontwikkeling
Bron: INE, 1857-2011: volkstellingen
Opm.: In 1857 werden de gemeenten Rabé de los Escuderos, Ruyales del Agua en Santillán aangehecht; in 1976 werden de gemeenten Castrillo de Solarana en Revilla Cabriada aangehecht

## Bereikbaarheid
Lerma heeft een station aan de spoorlijn van Burgos naar Madrid. Er stoppen echter alleen goederentreinen. Het stationsgebouw is (2020) in desolate staat. Sedert 2009 is er een modern, goed geoutilleerd busstation, haltepunt voor langeafstandsbussen naar onder andere Burgos en Madrid.
Lerma ligt dicht bij de autosnelweg A-1 Burgos-Madrid.

## Economie
Lerma bestaat voornamelijk van de landbouw (akker- en wijnbouw), de landbouwproducten verwerkende industrie en van het transport van landbouwproducten. Voorts is, vanwege de historische bezienswaardigheden, het toerisme belangrijk.

## Bezienswaardigheden
Lerma is een klein, oud stadje, gelegen 40 km ten zuiden van Burgos, aan het riviertje Río Arlanza, met nog een aantal zeer oude huizen en een klein aantal monumentale gebouwen:
- Het hertogelijk paleis (1601-1617), gebouwd naar ontwerp van architect Francisco de Mora, in opdracht van Francisco Gómez de Sandoval y Rojas, die van koning Filips III de nieuw gecreëerde titel Hertog van Lerma had gekregen; het gebouw is een luxe hotel (parador).
- Naast dit paleis staat een dominicanesser nonnenklooster (1617), met als kloosterkerk de barokke St. Blasiuskerk, met bezienswaardig retabel.
- Dezelfde hertog liet in dezelfde periode ook de collegiale kerk San Pedro (St. Pieter) bouwen; deze kerk heeft een rijk, vroeg-17e-eeuws interieur (zie onderstaande afbeeldingen). De kerk is incidenteel, in het kader van een, bij het plaatselijk toeristisch bureau te boeken, rondleiding, te bezichtigen.
- In de stad staan nog verscheidene 17e- en 18e-eeuwse kloosters, waarvan de gebouwen kunsthistorisch interessant zijn.

## Afbeeldingen

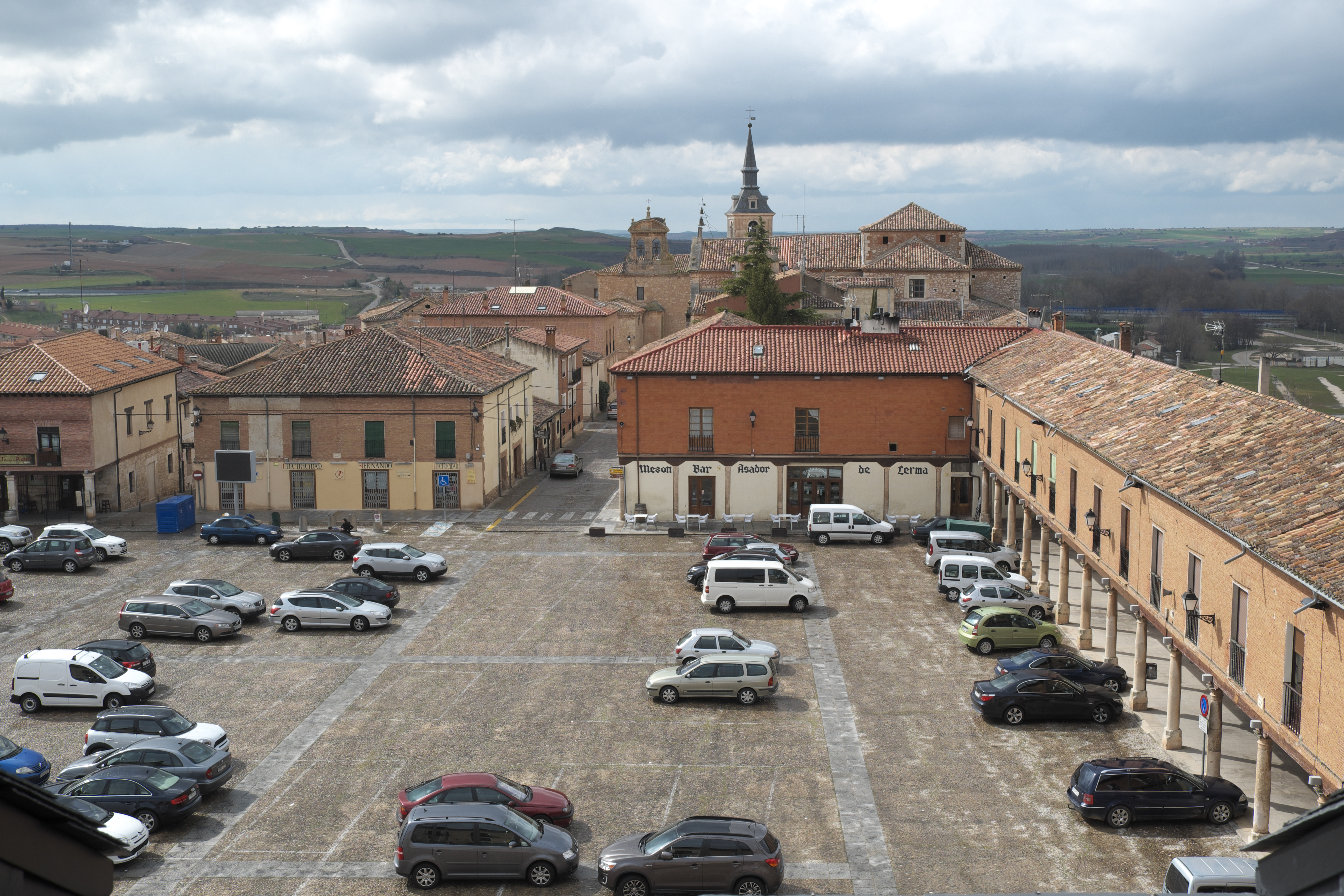
Stadsplein Plaza Mayor
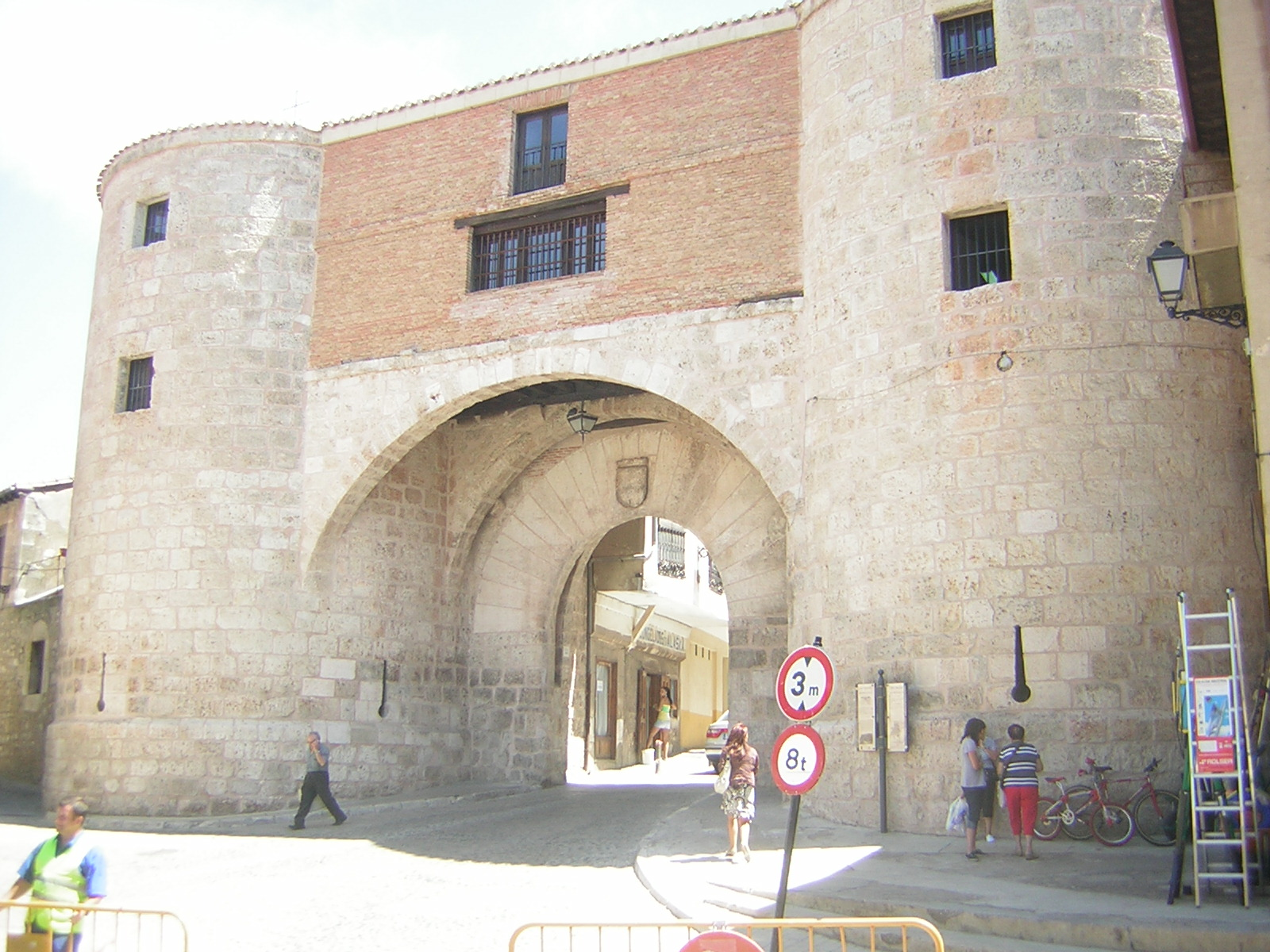
Stadspoort Puerta de la Cárcel (Gevangenispoort)
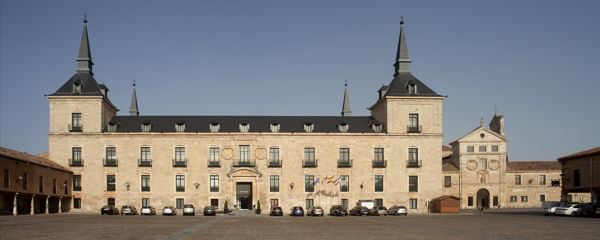
Hertogelijk paleis (Palacio Ducal) met daarnaast de Iglesia San Blas (St. Blasiuskerk)
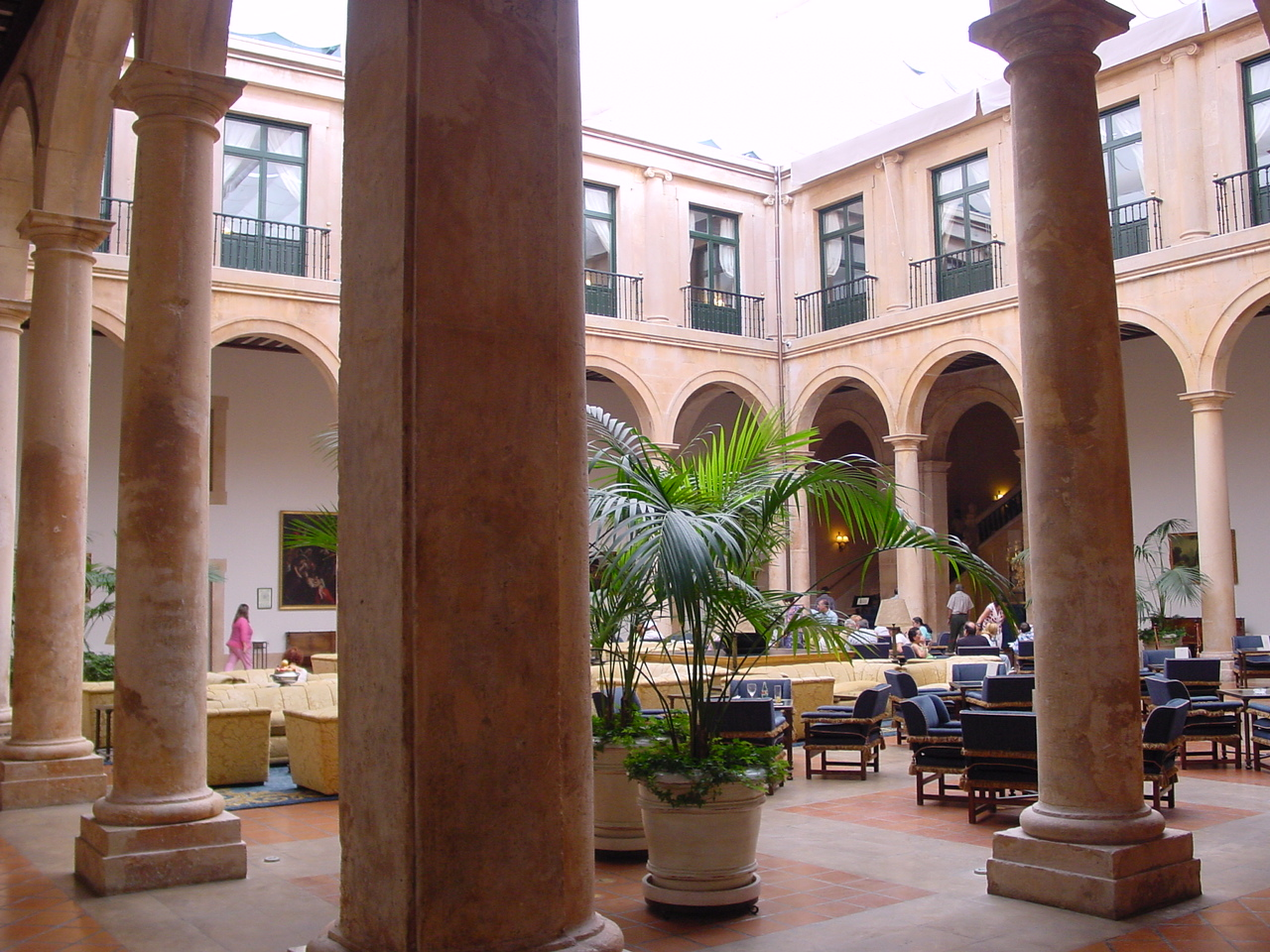
Overdekte binnenplaats van dit paleis
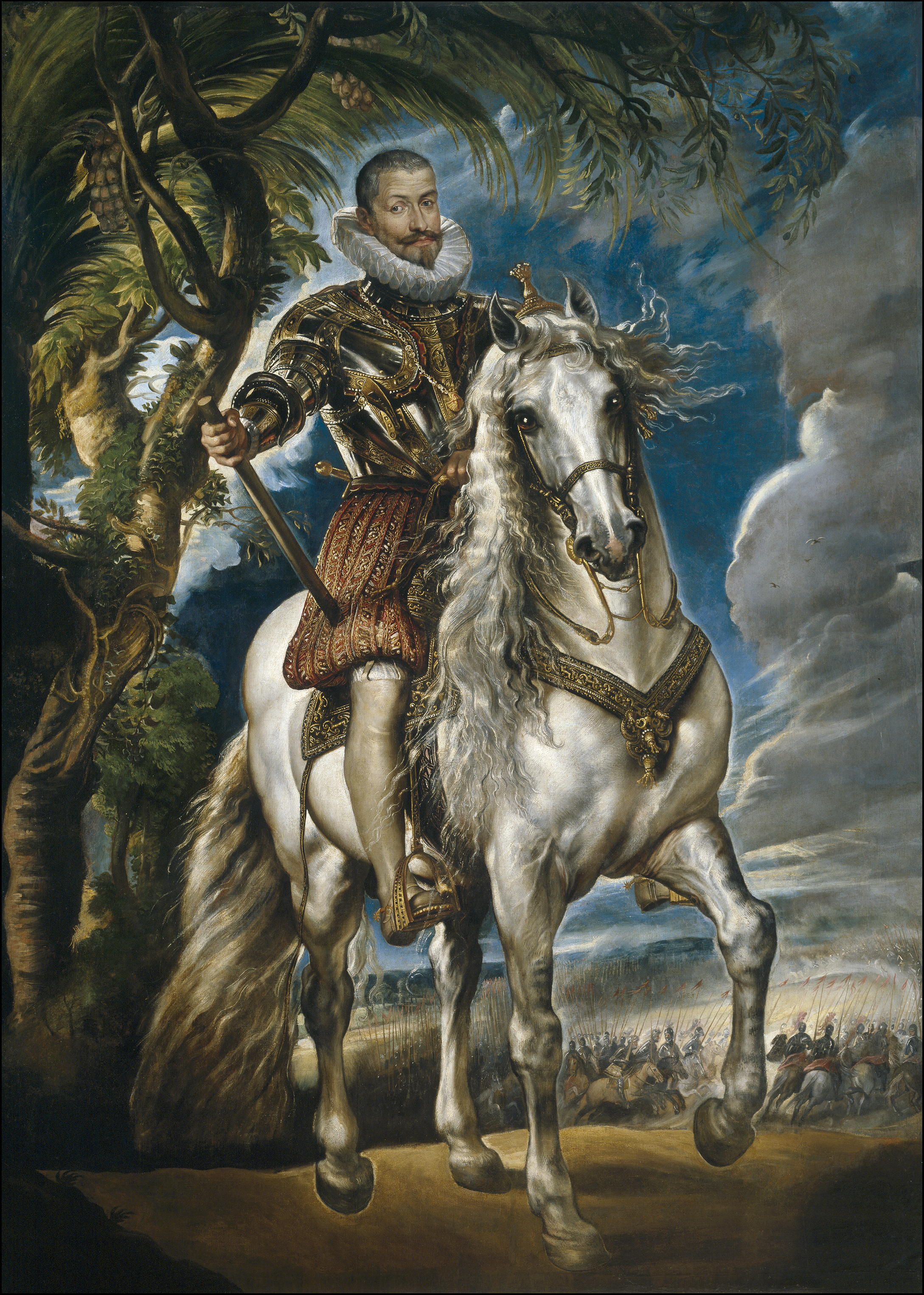
Schilderij uit 1603 door Pieter Paul Rubens: De Hertog van Lerma (coll. Prado, Madrid)
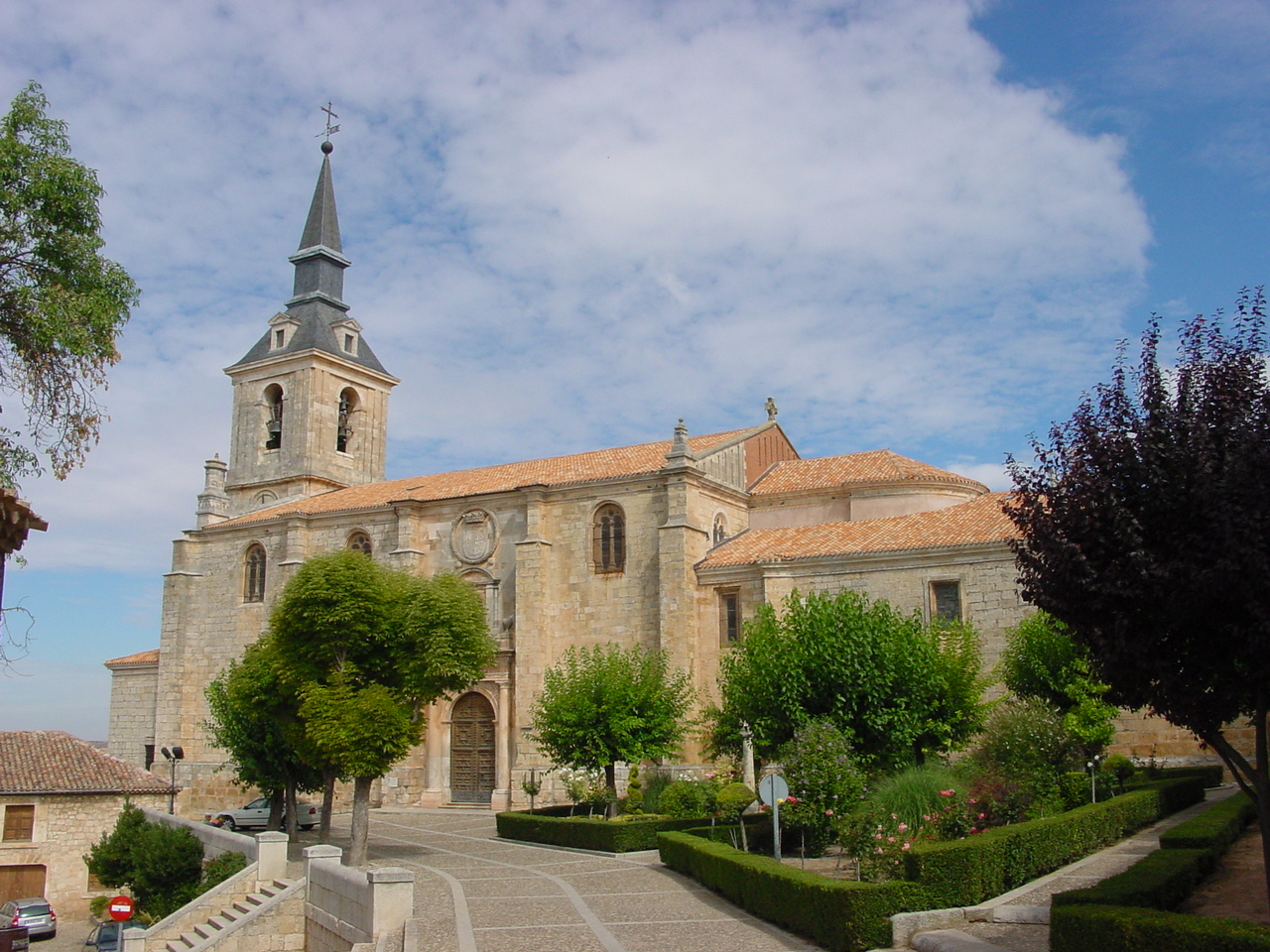
Collegiale kerk San Pedro (St. Pieter)
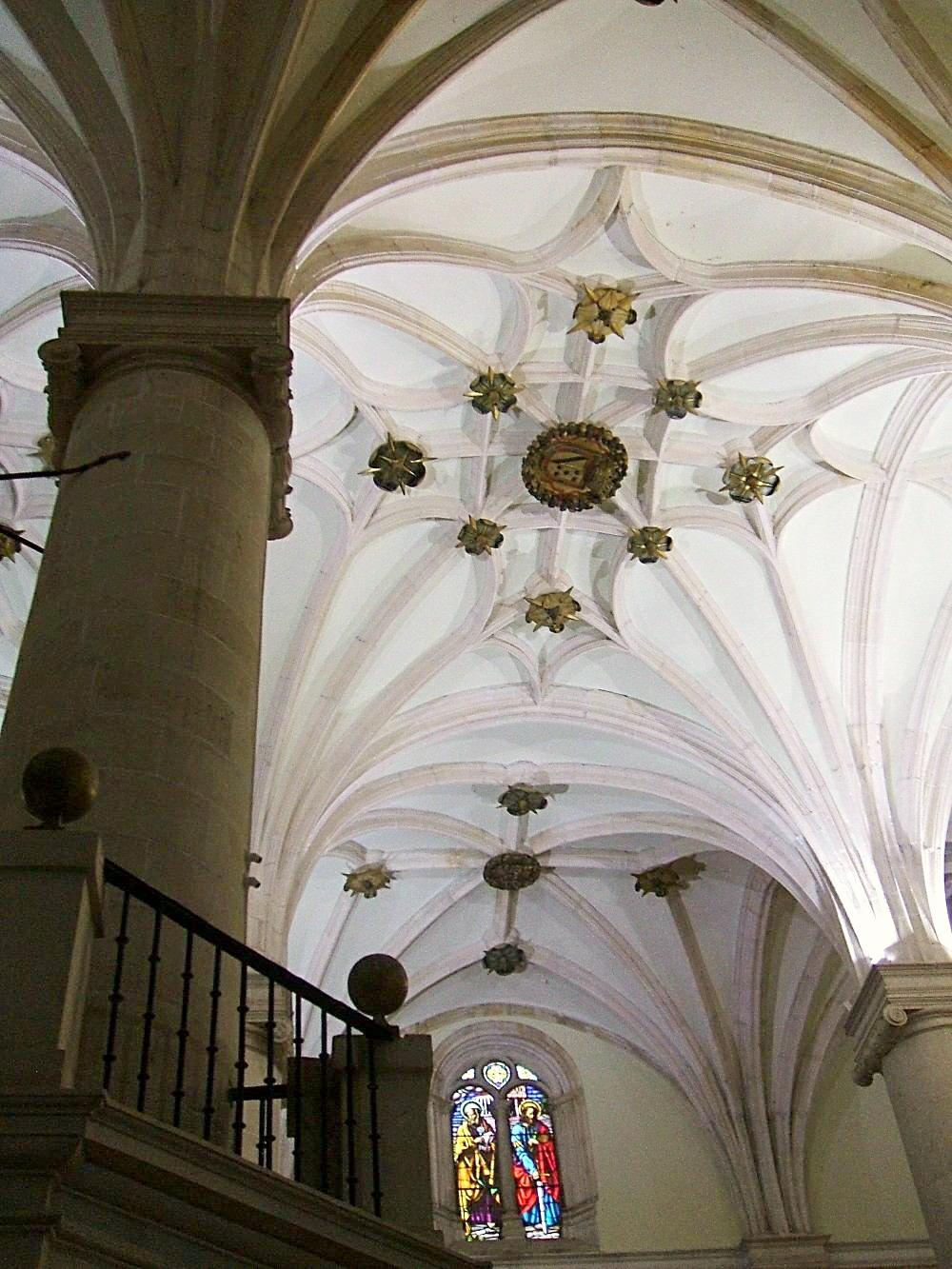
Gewelf in deze kerk
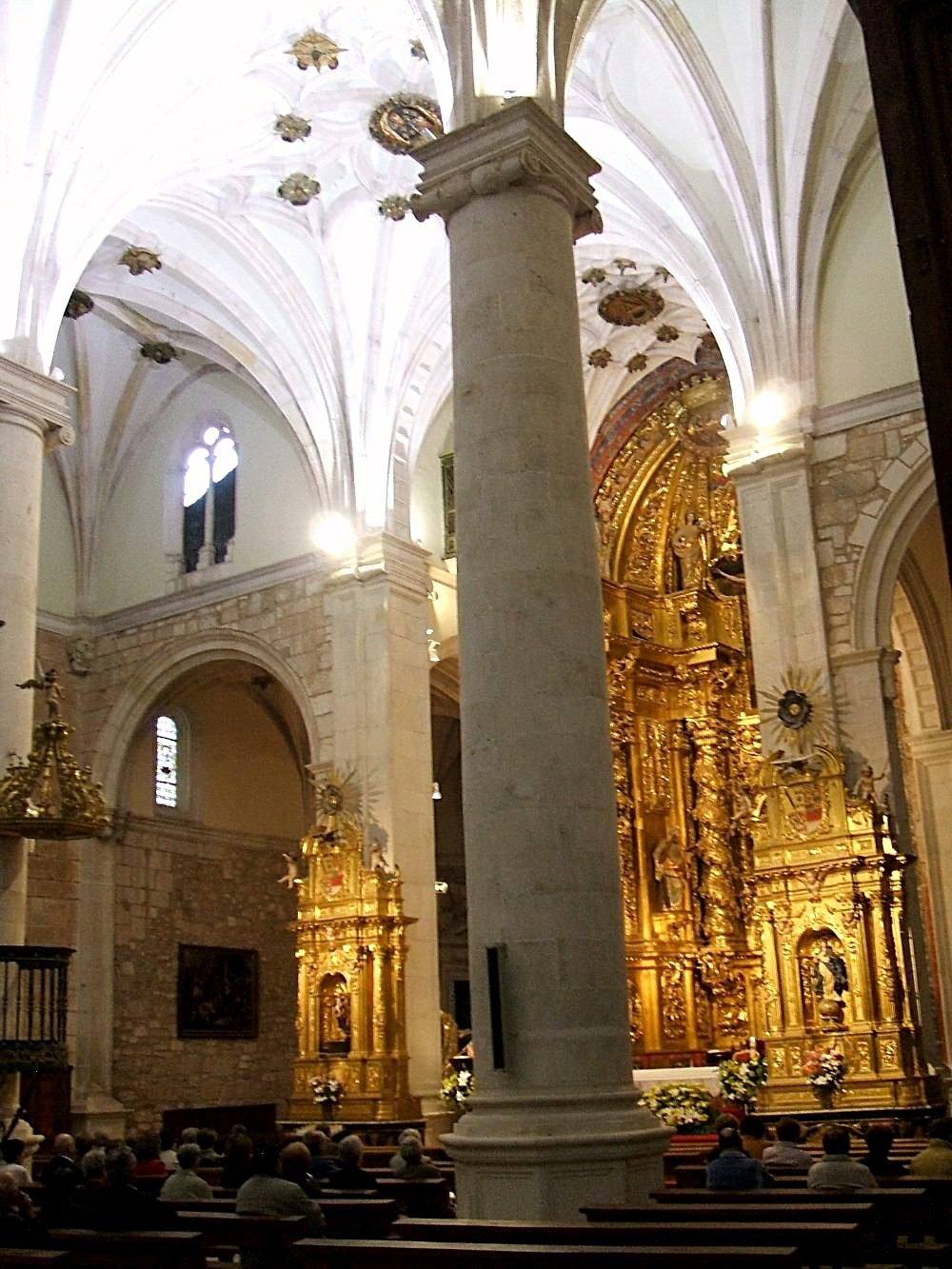
Middenschip en koor met altaar-retabel in deze kerk
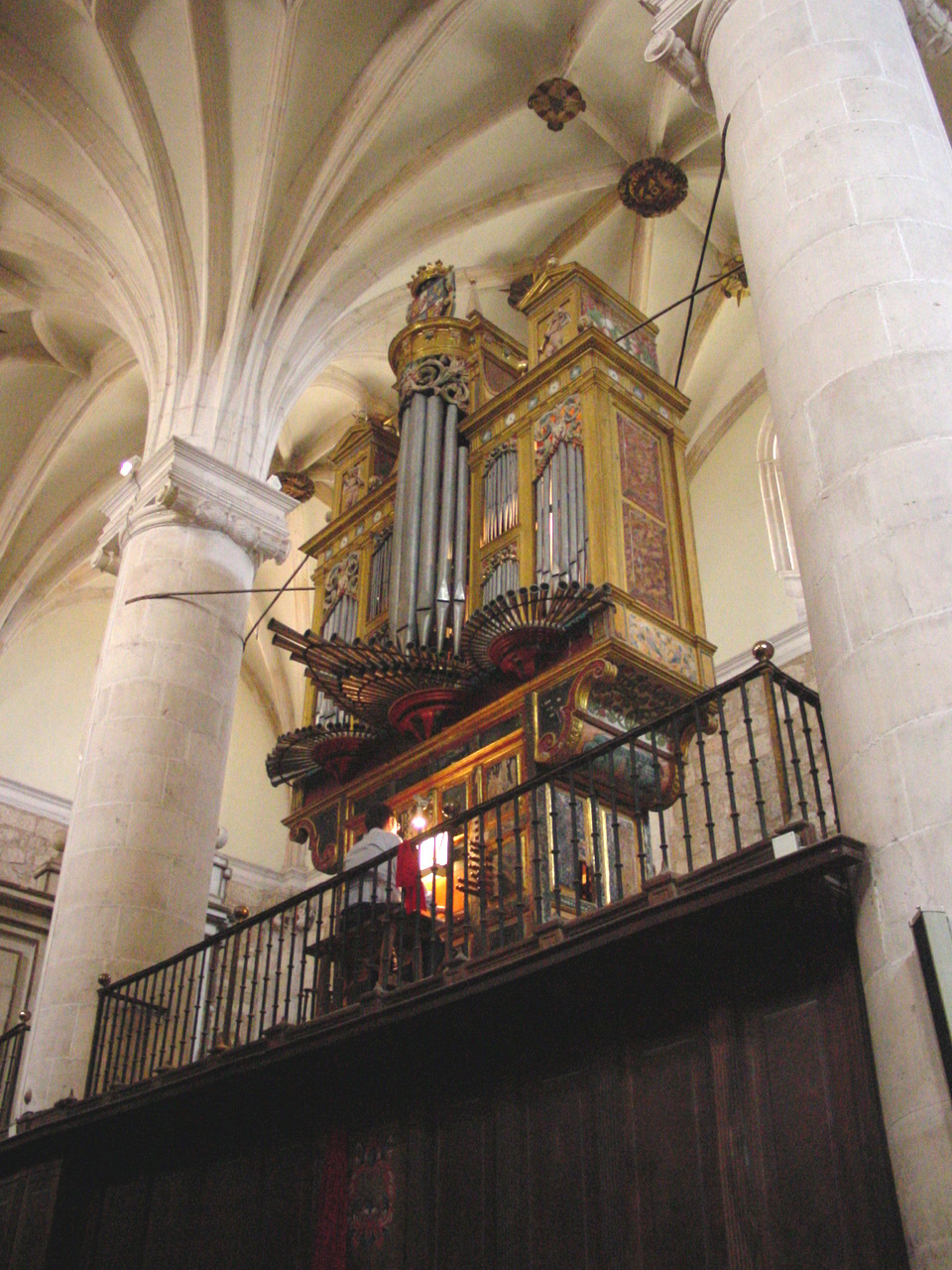
Orgel (1615/6) van de San Pedro
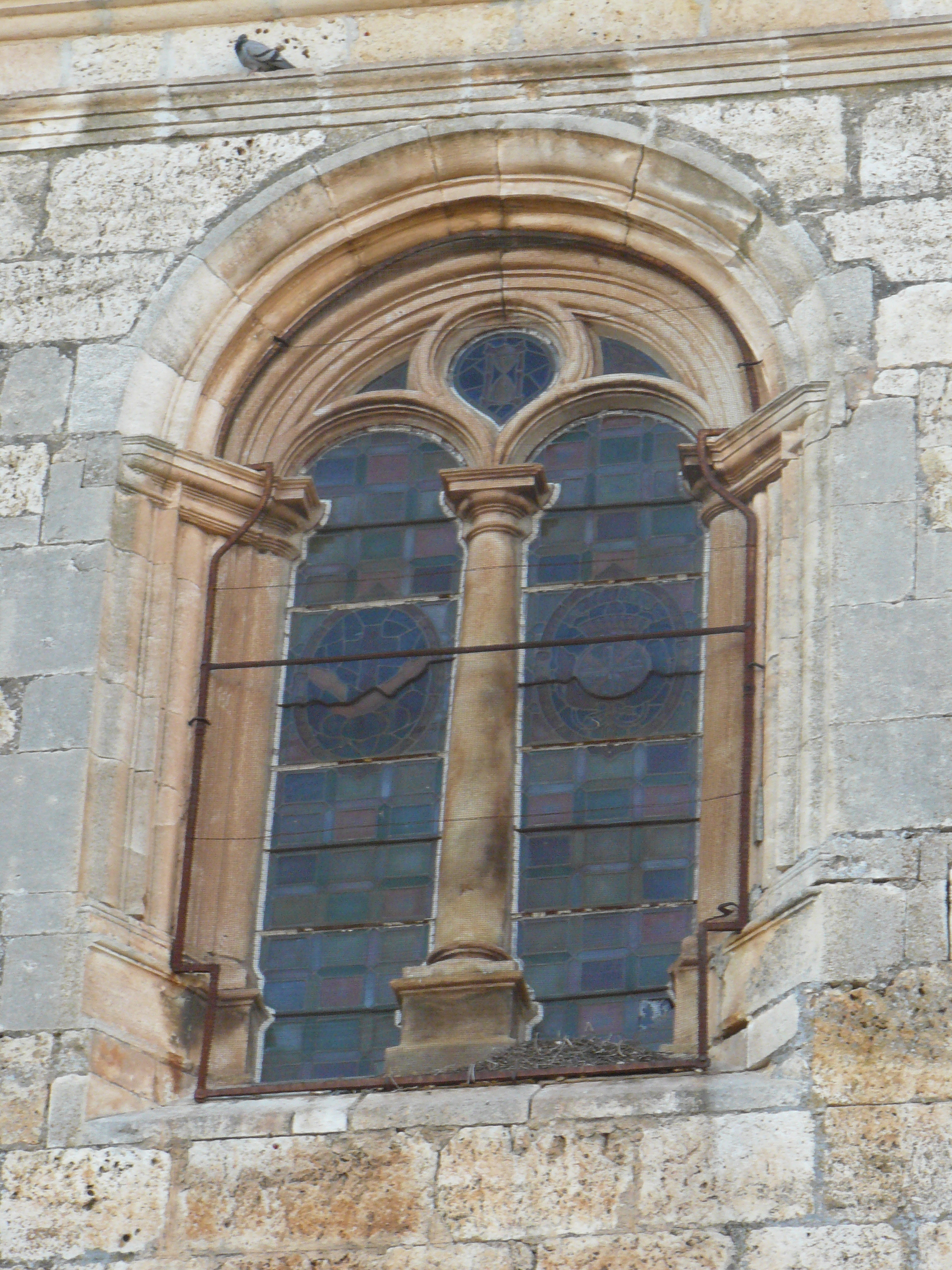
Vensters in deze kerk

## Belangrijke personen in relatie tot de gemeente
- Don Hernando de Lerma (* 1 november 1541 in Lerma, † omstreeks 1591 in Madrid), Spaans jurist, politicus en conquistador; stichter van de stad Salta in het noordwesten van het huidige Argentinië.[1]
- Francisco Gómez de Sandoval y Rojas (* 1553 in Tordesillas, † 17 mei 1625 in Valladolid), markies van  Denia en vanaf 1599 hertog van Lerma. Hij was een belangrijk politicus en jarenlang de voornaamste adviseur van koning Filips III van Spanje; berucht als vervolger van de islamitisch gebleven bevolkingsgroep in Andalusië (omstreeks 1609); sloot in 1604 een vrede met Engeland; werd in 1618 door paus Paulus V tot kardinaal gewijd.

Abajas · Adrada de Haza · Aguas Cándidas · Aguilar de Bureba · Albillos · Alcocero de Mola · Alfoz de Bricia · Alfoz de Quintanadueñas · Alfoz de Santa Gadea · Altable · Ameyugo · Anguix · Aranda de Duero · Arandilla · Arauzo de Miel · Arauzo de Salce · Arauzo de Torre · Arcos · Arenillas de Riopisuerga · Arija · Arlanzón · Arraya de Oca · Atapuerca · Avellanosa de Muñó · Bahabón de Esgueva · Barbadillo de Herreros · Barbadillo del Mercado · Barbadillo del Pez · Barrio de Muñó · Barrios de Colina · Basconcillos del Tozo · Bascuñana · Baños de Valdearados · Bañuelos de Bureba · Belbimbre · Belorado · Berberana · Berlangas de Roa · Berzosa de Bureba · Bozoó · Brazacorta · Briviesca · Bugedo · Buniel · Burgos · Busto de Bureba · Cabañes de Esgueva · Cabezón de la Sierra · Caleruega · Campillo de Aranda · Campolara · Canicosa de la Sierra · Cantabrana · Carazo · Carcedo de Bureba · Carcedo de Burgos · Cardeñadijo · Cardeñajimeno · Cardeñuela Riopico · Carrias · Cascajares de Bureba · Cascajares de la Sierra · Castellanos de Castro · Castil de Peones · Castildelgado · Castrillo Mota de Judíos · Castrillo de Riopisuerga · Castrillo de la Reina · Castrillo de la Vega · Castrillo del Val · Castrojeriz · Cavia · Cayuela · Cebrecos · Celada del Camino · Cerezo de Río Tirón · Cerratón de Juarros · Ciadoncha · Cillaperlata · Cilleruelo de Abajo · Cilleruelo de Arriba · Ciruelos de Cervera · Cogollos · Condado de Treviño · Contreras · Coruña del Conde · Covarrubias · Cubillo del Campo · Cubo de Bureba · Cuevas de San Clemente · Encío · Espinosa de Cervera · Espinosa de los Monteros · Espinosa del Camino · Estépar · Fontioso · Frandovínez · Fresneda de la Sierra Tirón · Fresneña · Fresnillo de las Dueñas · Fresno de Rodilla · Fresno de Río Tirón · Frías · Fuentebureba · Fuentecén · Fuentelcésped · Fuentelisendo · Fuentemolinos · Fuentenebro · Fuentespina · Galbarros · Grijalba · Grisaleña · Gumiel de Izán · Gumiel de Mercado · Hacinas · Haza · Hontanas · Hontangas · Hontoria de Valdearados · Hontoria de la Cantera · Hontoria del Pinar · Hornillos del Camino · Hortigüela · Hoyales de Roa · Huerta de Arriba · Huerta de Rey · Humada · Hurones · Huérmeces · Ibeas de Juarros · Ibrillos · Iglesiarrubia · Iglesias · Isar · Itero del Castillo · Jaramillo Quemado · Jaramillo de la Fuente · Junta de Traslaloma · Junta de Villalba de Losa · Jurisdicción de Lara · Jurisdicción de San Zadornil · La Cueva de Roa · La Gallega · La Horra · La Puebla de Arganzón · La Revilla y Ahedo · La Sequera de Haza · La Vid de Bureba · La Vid y Barrios · Las Hormazas · Las Quintanillas · Lerma · Llano de Bureba · Los Altos · Los Ausines · Los Balbases · Los Barrios de Bureba · Madrigal del Monte · Madrigalejo del Monte · Mahamud · Mambrilla de Castrejón · Mambrillas de Lara · Mamolar · Manciles · Mazuela · Mecerreyes · Medina de Pomar · Melgar de Fernamental · Merindad de Cuesta-Urria · Merindad de Montija · Merindad de Río Ubierna · Merindad de Sotoscueva · Merindad de Valdeporres · Merindad de Valdivielso · Milagros · Miranda de Ebro · Miraveche · Modúbar de la Emparedada · Monasterio de Rodilla · Monasterio de la Sierra · Moncalvillo · Monterrubio de la Demanda · Montorio · Moradillo de Roa · Nava de Roa · Navas de Bureba · Nebreda · Neila · Olmedillo de Roa · Olmillos de Muñó · Oquillas · Orbaneja Riopico · Oña · Padilla de Abajo · Padilla de Arriba · Padrones de Bureba · Palacios de Riopisuerga · Palacios de la Sierra · Palazuelos de Muñó · Palazuelos de la Sierra · Pampliega · Pancorbo · Pardilla · Partido de la Sierra en Tobalina · Pedrosa de Duero · Pedrosa de Río Úrbel · Pedrosa del Príncipe · Pedrosa del Páramo · Peral de Arlanza · Peñaranda de Duero · Pineda Trasmonte · Pineda de la Sierra · Pinilla Trasmonte · Pinilla de los Barruecos · Pinilla de los Moros · Piérnigas · Poza de la Sal · Pradoluengo · Presencio · Prádanos de Bureba · Puentedura · Quemada · Quintana del Pidio · Quintanabureba · Quintanaortuño · Quintanapalla · Quintanar de la Sierra · Quintanavides · Quintanaélez · Quintanilla San García · Quintanilla Vivar · Quintanilla de la Mata · Quintanilla del Agua y Tordueles · Quintanilla del Coco · Rabanera del Pinar · Rabé de las Calzadas · Rebolledo de la Torre · Redecilla del Camino · Redecilla del Campo · Regumiel de la Sierra · Reinoso · Retuerta · Revilla Vallejera · Revilla del Campo · Revillarruz · Rezmondo · Riocavado de la Sierra · Roa · Rojas · Royuela de Río Franco · Rubena · Rublacedo de Abajo · Rucandio · Rábanos · Salas de Bureba · Salas de los Infantes · Saldaña de Burgos · Salinillas de Bureba · San Adrián de Juarros · San Juan del Monte · San Mamés de Burgos · San Martín de Rubiales · San Millán de Lara · San Vicente del Valle · Santa Cecilia · Santa Cruz de la Salceda · Santa Cruz del Valle Urbión · Santa Gadea del Cid · Santa Inés · Santa María Rivarredonda · Santa María del Campo · Santa María del Invierno · Santa María del Mercadillo · Santa Olalla de Bureba · Santibáñez de Esgueva · Santibáñez del Val · Santo Domingo de Silos · Sargentes de la Lora · Sarracín · Sasamón · Solarana · Sordillos · Sotillo de la Ribera · Sotragero · Sotresgudo · Susinos del Páramo · Tamarón · Tardajos · Tejada · Terradillos de Esgueva · Tinieblas de la Sierra · Tobar · Tordómar · Torrecilla del Monte · Torregalindo · Torrelara · Torrepadre · Torresandino · Tosantos · Trespaderne · Tubilla del Agua · Tubilla del Lago · Tórtoles de Esgueva · Úrbel del Castillo · Vadocondes · Valdeande · Valdezate · Valdorros · Vallarta de Bureba · Valle de Losa · Valle de Manzanedo · Valle de Mena · Valle de Oca · Valle de Santibáñez · Valle de Sedano · Valle de Tobalina · Valle de Valdebezana · Valle de Valdelaguna · Valle de Valdelucio · Valle de Zamanzas · Valle de las Navas · Vallejera · Valles de Palenzuela · Valluércanes · Valmala · Vileña · Villadiego · Villaescusa de Roa · Villaescusa la Sombría · Villaespasa · Villafranca Montes de Oca · Villafruela · Villagalijo · Villagonzalo Pedernales · Villahoz · Villalba de Duero · Villalbilla de Burgos · Villalbilla de Gumiel · Villaldemiro · Villalmanzo · Villamayor de Treviño · Villamayor de los Montes · Villambistia · Villamedianilla · Villamiel de la Sierra · Villangómez · Villanueva de Argaño · Villanueva de Carazo · Villanueva de Gumiel · Villanueva de Teba · Villaquirán de la Puebla · Villaquirán de los Infantes · Villarcayo de Merindad de Castilla la Vieja · Villariezo · Villasandino · Villasur de Herreros · Villatuelda · Villaverde del Monte · Villaverde-Mogina · Villayerno Morquillas · Villazopeque · Villegas · Villoruebo · Viloria de Rioja · Vilviestre del Pinar · Vizcaínos · Zael · Zarzosa de Río Pisuerga · Zazuar · Zuñeda